# Стрибки у воду на Чемпіонаті Європи з водних видів спорту 2022 — синхронна вишка, 10 метрів (чоловіки)
Змагання зі синхронних стрибків у воду з вишки серед чоловіків на Чемпіонаті Європи з водних видів спорту 2022 відбулись 19 серпня.

## Результати[2]
| Місце | Країна          | Спортсмени                             | Бали  | Бали  | Бали  | Бали  | Бали  | Бали  | Бали    |
| Місце | Країна          | Спортсмени                             | T1    | T2    | T3    | T4    | T5    | T6    | Загалом |
| ----- | --------------- | -------------------------------------- | ----- | ----- | ----- | ----- | ----- | ----- | ------- |
| 1     | Велика Британія | Бен Кутморе Кайл Котарі                | 45.60 | 49.80 | 72.00 | 75.24 | 71.04 | 76.80 | 390.48  |
| 2     | Україна         | Кірілл Болюх Олексій Середа            | 47.40 | 51.00 | 79.68 | 72.00 | 69.12 | 68.82 | 388.02  |
| 3     | Німеччина       | Тімо Бартель Яден Айкерманн            | 47.40 | 48.00 | 70.08 | 67.32 | 68.34 | 68.16 | 369.30  |
| 4     | Італія          | Андреас Ларсен Едуард Тімбретті Гуджіу | 49.80 | 47.40 | 59.40 | 69.30 | 64.35 | 72.00 | 362.25  |
| 5     | Греція          | Ніколаос Молвадіс Атанасіос Цірікос    | 47.40 | 46.20 | 55.80 | 51.33 | 69.12 | 68.16 | 338.01  |
| 6     | Австрія         | Антон Кнолл Даріуш Лотфі               | 42.60 | 42.00 | 62.40 | 64.80 | 44.55 | 57.60 | 313.95  |